# Ритми (картина)
„Ритми“ (на френски: Rythmes) е картина на френския художник Робер Делоне от 1934 г.
Картината е нарисувана с маслени бои върху брезент. Маслената живопис е вдъхновена от кръглите форми, които бележат завръщането на художника към орфизма и изследването на хармонията в живописта. Размерите ѝ са 145x113 cm. Картината е част от колекцията на Център „Жорж Помпиду“ в Париж, Франция.